# Odawara
Odawara (Japans: 小田原市, Odawara-shi) is een stad aan de Sagamibaai in de prefectuur Kanagawa in Japan. De oppervlakte van deze stad is 114,09 km² en medio 2010 heeft de stad bijna 199.000 inwoners.

## Geschiedenis

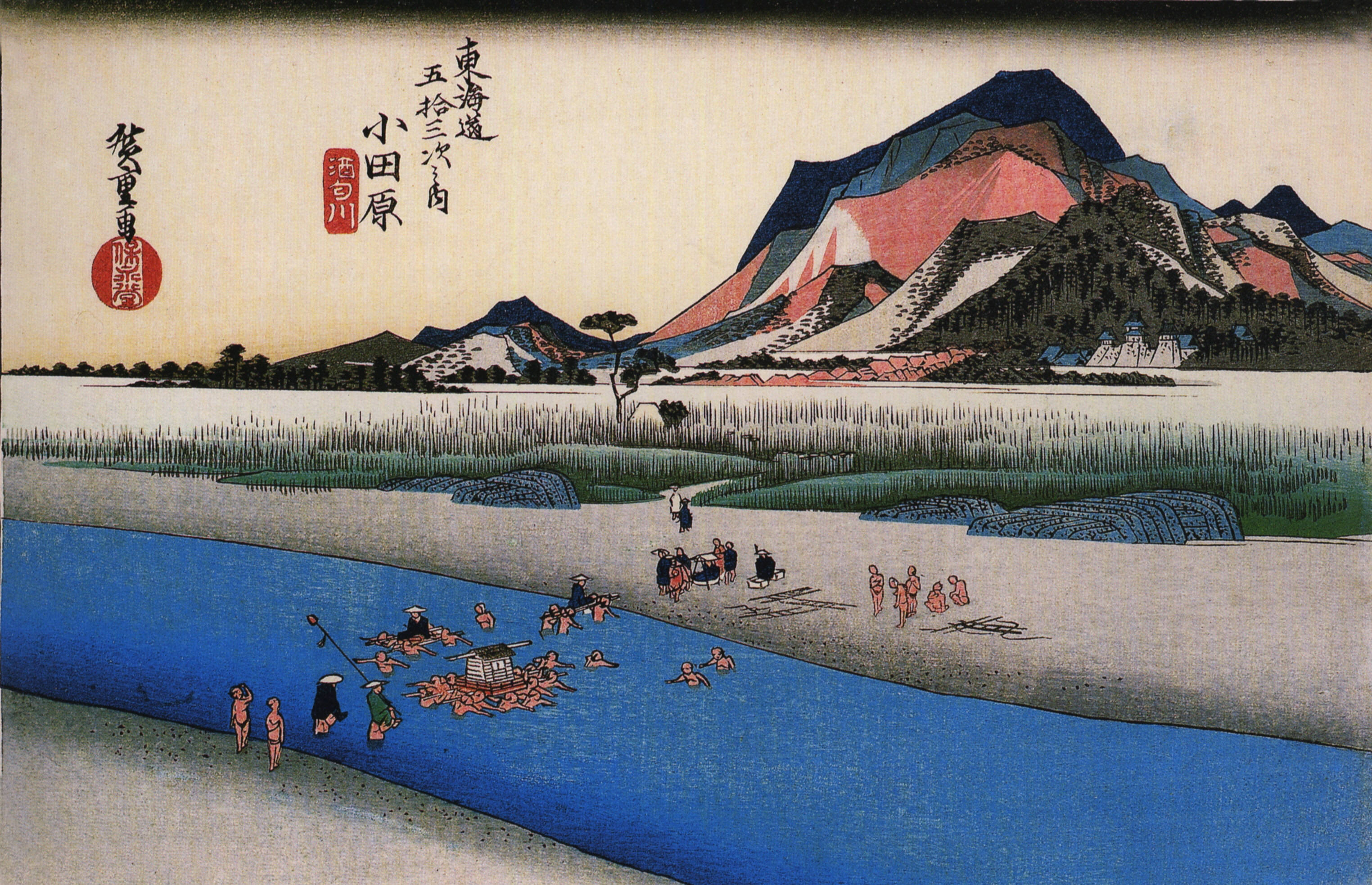
Halteplaats Odawara aan de Tōkaidō

Odawara was een strategische halteplaats aan de Tōkaidō. Voor de Edoperiode was de burcht van Odawara de hoofdburcht van de Late Hōjō (ook bekend als 'Odawara-Hōjō'). Tijdens de Edoperiode controleerde deze burcht de Tōkaidō tussen Edo (zetel van het Tokugawa-shogunaat) en de halteplaatsen ten westen van Hakone.
De burcht is verwoest en tegenwoordig staat een nagebouwde burcht op een heuvel boven de stad.
Op 13 december 1703 werd de stad door een aardbeving verwoest.
Odawara werd op 20 december 1940 een stad (shi) na fusie van de gelijknamige gemeente met de gemeente Ashigara (足柄町, Ashigara-machi） en drie dorpen, waaronder Okubo (大窪村, Ōkubo-mura) en Hoyakawa (早川村, Hoyakawa-mura).
Odawara was de laatste Japanse stad die in de Tweede Wereldoorlog werd gebombardeerd (op 15 augustus 1945).
Na de oorlog is de stad nog diverse malen uitgebreid door het opnemen van dorpen en gemeentes:
- 1 april 1948: het dorp Shimofunaka (下府中村, Shimofunaka-mura);
- 18 december 1950: het dorp Sakurai (桜井村, Sakurai-mura);
- 15 juli 1954: het dorp Toyokawa (豊川村, Toyokawa-mura);
- 1 december 1954: de gemeente Kotsu (国府津町, Kōtsu-machi) en nog een gemeente, het dorp Kamifunaka (上府中村, Kamifunaka-mura) en nog twee dorpen;
- 1 april 1971: de gemeente Tachibana (橘町, Tachibana-machi);

Op 1 november 2000 krijgt Odawara de status van speciale stad.

## Verkeer
Odawara ligt aan de Tōkaidō Shinkansen en de Gotemba-lijn van de Central Japan Railway Company, aan de Tōkaidō-hoofdlijn van de East Japan Railway Company, aan de Hakone-Tozan-lijn van de Hakone-Tozan Spoorwegen, aan de Daiyūzan-lijn van de Izuhakone Spoorwegen en aan de Odawara-lijn van de Odakyū Elektrische Spoorwegmaatschappij.
Odawara ligt aan de nationale autowegen 1, 135, 138, 255 en 271 en aan de prefecturale wegen 72, 73, 74, 709, 711, 714, 715, 716, 717, 718, 719, 720 en 724.

## Bezienswaardigheden
- Burcht Odawara (小田原城, Odawara-jō), een reconstructie van de burcht uit 1495
- Odawara is een vertrekpunt voor toeristen naar het Fuji-Hakone-Izu Nationale park (富士箱根伊豆国立公園, Fuji-Hakone-Izu Kokuritsu Kōen).
- Enoura, een wijk van Odawara aan de Sagamibaai, is bij duikers bekend door de heldere zee en rijkdom aan vissoorten. Ook zeeschildpadden zijn hier te vinden.

## Economie
Odawara is een belangrijk commercieel centrum voor west Kanagawa. De industrie omvat lichte industrie, chemische en farmaceutische industrie en voedingsindustrie. Daarnaast is Odawara een slaapstad voor Yokohama en Tokio.

## Aangrenzende stad
- Minamiashigara

## Geboren
- Ninomiya Sontoku (1787-1856), filosoof, econoom en landontwikkelaar
- Kitamura Tokoku (1868-1894), dichter en schrijver
- Yoshiyuki Tomino (1941), regisseur en schrijver van anime
- Kai Ato (1946-2015), acteur en presentator
- Baku Yumemakura (1951), sciencefictionschrijver
- Kimika Yoshino (1975), actrice en fotomodel
- Keita Isozaki (1980), voetballer

## Stedenband
Odawara heeft een stedenband met:
- Chula Vista, Verenigde Staten[1]
- Manly Council, Australië (sinds 8 november 1981)[bron?]